# Diòclides d'Abdera
Diòclides d'Abdera (en llatí Diocleides, en grec antic Διοκλείδης) era un escriptor grec nascut a Abdera.
Ateneu de Nàucratis l'esmenta com a autor d'una encertada descripció de l'enginy anomenat Ἑλέπολις ('helépolis' destructora de ciutats), una màquina per als setges, construït per Epimac d'Atenes (Epimachus) per a Demetri Poliorcetes durant el setge de Rodes. També en parla Plutarc.